# Marchal (Granada)
Marchal ist eine Gemeinde in der Provinz Granada im Südosten Spaniens mit 425 Einwohnern (Stand: 2024). Die Gemeinde liegt in der Comarca Guadix. 

## Geografie
Die Gemeinde grenzt an Beas de Guadix, Cortes y Graena, Guadix und Purullena. In der Gemeinde befindet sich das als Cárcavas de Marchal bekannte Gebiet, das aus einem tonhaltigen Massiv mit schön geformten Felsen besteht und als Naturdenkmal ausgewiesen ist. In der Vergangenheit wurde dieses Massiv zum Bau von Höhlenhäusern genutzt, in denen die Bewohner des Dorfes lebten.